# Gibson Explorer
Gibson Explorer – gitara elektryczna produkowana przez firmę Gibson Guitar Corporation. 
Początkowo nazwana Futura w 1958, zanim została przemianowana oraz przerobiona w tym samym roku. Charakteryzowała się futurystycznym wyglądem (ze względu na swą innowacyjną na ówczesne czasy kanciastość, tak jak jej "gitara-siostra" - Gibson Flying V. 
Pierwsze wyprodukowane modele nie cieszyły się powodzeniem, dlatego gitara została zdjęta z linii produkcji w roku 1959. W roku 1976 Gibson rozpoczął kampanię mającą na celu przywrócenie Explorera do produkcji, biorąc pod uwagę sukces komercyjny gitar innych producentów o podobnej stylistyce. Explorer został szczególnie ciepło przyjęty przez muzyków hardrockowych i metalowych lat '70 i '80.